# 매성중학교
매성중학교(梅城中學校)는 대한민국 전라남도 나주시 빛가람동에 있는 공립 중학교이다.

## 학교 연혁
- 2020년 3월 1일 : 매성중학교 개교
- 2020년 3월 1일 : 제1대 김설오 교장 부임
- 2020년 3월 2일 : 중학교 신입생 158명 입학
- 2020년 3월 2일 : 중학교 2학년 17명, 3학년 13명 전입학
- 2021년 2월 4일 : 제1회 졸업식(25명)
- 2025년 2월 7일 : 제5회 졸업식(181명 졸업, 총 졸업생 577명)
- 2025년 3월 1일 : 제4대 신원호 교장 부임
- 2025년 3월 4일 : 신입생 240명 입학

## 참고 자료
- 매성중학교 - 한국교육학술정보원 학교알리미